# 薩爾茨伯登山

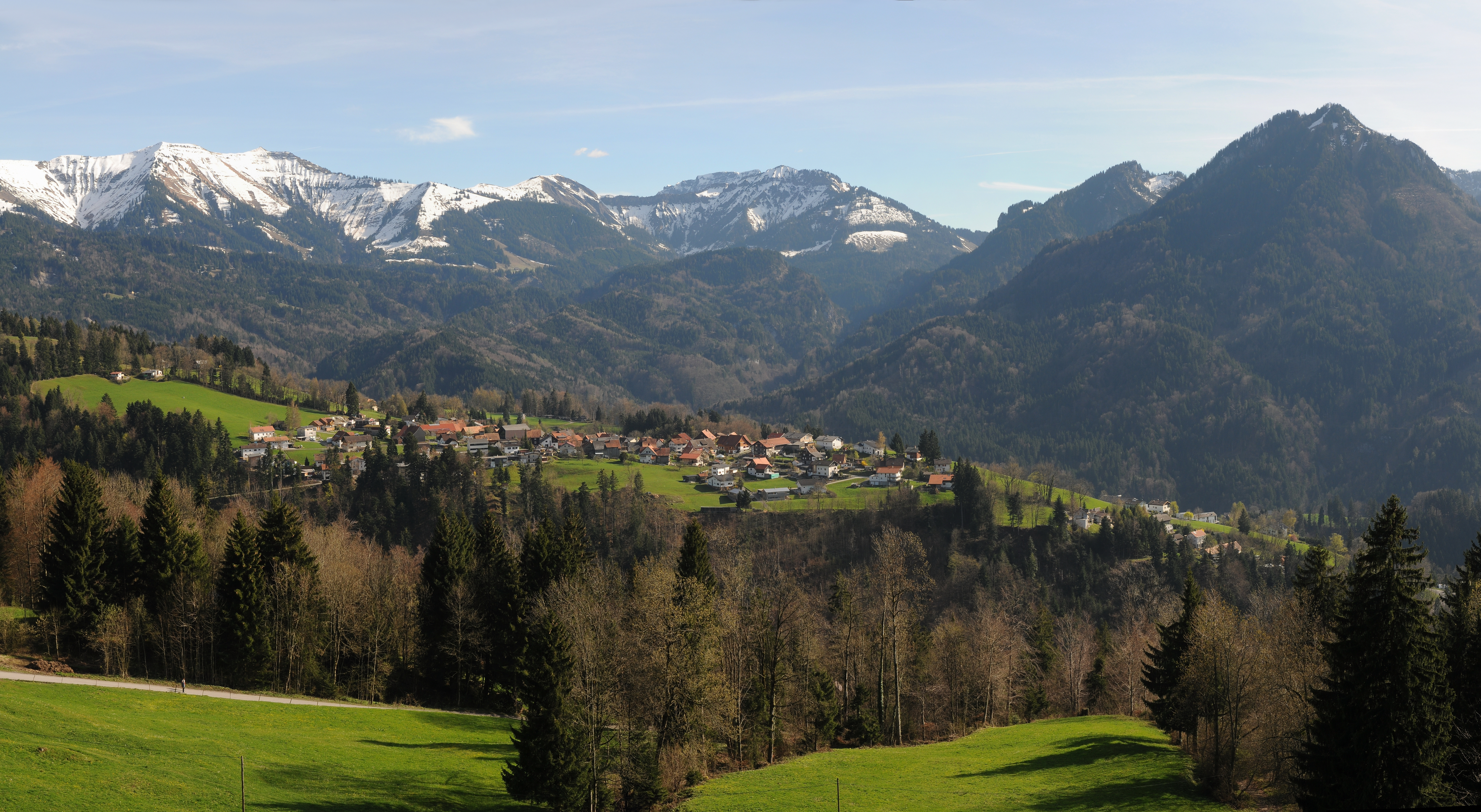

47°19′49″N 9°47′37″E / 47.33028°N 9.79361°E
薩爾茨伯登山（德語：Salzbödenkopf），是奧地利的山峰，位於該國西部，由福拉爾貝格州負責管轄，屬於布雷根茨森林山脈的一部分，距離阿爾普山1.4公里，海拔高度1,765米，每年平均降雨量1,852毫米。